# Sandrine Bony
Sandrine Bony (1968) is een Franse klimatoloog en onderzoeksdirecteur bij het Centre National de la Recherche Scientifique (CNRS) van de Sorbonne Universiteit. Bony was een van de hoofdauteurs van het Nobelprijswinnende Vierde Beoordelingsrapport van het Intergovernmental Panel on Climate, het IPCC-rapport 2007.
Bony doet onderzoek naar de rol die wolken spelen voor het klimaat en in het bijzonder bij klimaatverandering. Bij haar onderzoek combineert zij meetresultaten met satellietwaarnemingen en computersimulaties.
Bony promoveerde in 1993 op haar proefschrift met de titel Analyse de l'impact des nuages et de la vapeur d'eau sur le cycle saisonnier du bilan radiatif terrestre ; implications pour la sensibilité climatique (Analyse het effect van wolken en waterdamp op de seizoenscyclus van de aardse stralingsbalans; gevolgen voor de gevoeligheid van het klimaat). 
Van 1994 tot 1996 had ze een aanstelling als postdoc bij CNES, werkte ze bij de Climate and Radiation Branch van NASA bij het Goddard Space Flight Center en bij het Center for Clouds, Chemistry and Climate van de National Science Foundation. Van 1996 tot 2010 was ze onderzoeker bij het CNRC-instituut Pierre-Simon-Laplace. Van 1999 - 2001 was zij visiting scientist bij het MIT.
Vanaf 2010 werkte ze bij het meteorologielaboratorium van de Universiteit Pierre en Marie Curie, die opging in de Sorbonne Université, waar ze onderzoeksdirecteur is.
Bony was in 2023 de eerste vrouwelijke onderzoeker die de in 1888 ingestelde Buys Ballot Medaille won.

## Onderscheidingen
- 2012: de Bernard Haurwitz Memorial Lecture-prijs uitgereikt door de American Meteorological Society
- 2017: de Gérard-Mégie-prijs van de Académie des Sciences
- 2017: Chevalier de la Légion d'honneur
- 2018: Zilveren CNRS-medaille
- 2020: lid van de American Academy of Arts and Sciences[6]
- 2023: Buys Ballot medaille[4]

- International Standard Name Identifier: 0000 0004 0150 9300
- Library of Congress Control Number: no2020051962
- Mathematics Genealogy Project: 101229
- Nationale Bibliotheek van Israël: 987012437461205171
- ORCID: 0000-0002-4791-4438
- ResearcherID: AAG-5804-2019
- Système universitaire de documentation: 167409875
- Semantic Scholar: 12742600
- Virtual International Authority File: 296511962